# Optical Society of America
L'Optical Society of America (comunemente abbreviata con l'acronimo OSA) è una casa editrice statunitense di riviste scientifiche rivolte ai settori dell'ottica e della fotonica.

## Scopo
L'Optical Society of America si occupa prevalentemente della pubblicazione di riviste scientifiche a livello internazionale, in lingua inglese, attinenti all'Ottica e alla Fotonica. Le riviste sono distribuite sia in forma cartacea, sia in forma elettronica. Quest'ultima viene resa disponibile attraverso l'OpticsInfoBase, un sito web dove vengono pubblicati gli articoli usciti in edizione cartacea in formato PDF. L'accesso a tali articoli è solitamente a pagamento, e può essere ottenuto con un versamento di denaro o con un abbonamento on-line alla rivista dove è pubblicato il suddetto articolo. Esistono anche degli articoli accessibili gratuitamente (Open Access).

## Riviste pubblicate
- Advances in Optics and Photonics
- Applied Optics
- Biomedical Optics Express
- Journal of the Optical Society of America A
- Journal of the Optical Society of America B
- Optical Materials Express (disponibile a partire dalla primavera del 2011, attualmente in stato call-for-papers)
- Optics and Photonics News
- Optics Express
- Optics Letters
- Spotlight on Optics
- Virtual Journal for Biomedical Optics

Vi sono anche altre riviste, la cui pubblicazione è terminata (tra cui Journal of the Optical Society of America, che è stato sdoppiato in due nuovi titoli). Infine, vi sono anche riviste partner. Tra le pubblicazioni, vi sono anche le Conference Proceedings.